# 劉惟芳
劉惟芳（17世紀—1639年），字菉斐，號樸菴，湖廣荊州府石首縣人，明朝政治人物。

## 生平
劉惟芳是天啟四年（1624年）甲子科鄉試第六十六名舉人，崇禎十年（1637年）成進士，大理寺觀政，十一年二月獲授餘姚知縣，以清廉自矢，檯案沒有案件留下，三個月後在任內去世，餘姚人民哀痛的拿出金錢殮葬他。

## 家族
曾祖刘天与，祖父刘儒，父刘启贤，增生。堂兄劉惟忠，萬曆進士。

## 引用
1. 1 2  同治《石首縣志·卷六·人物志》：劉惟芳，字菉斐，孝友成性，崇禎丁丑進士。除餘姚知縣，氷蘖自矢，案無留牘；三月卒於官，民哀痛賻錢以殮。舊志
2. ↑  同治《石首縣志·卷五·選舉志》：（天啟）四年甲子科 解元劉近臣 ……劉惟芳
3. ↑  《崇祯十年丁丑科进士三代履历》：刘惟芳，曾祖天与，祖儒，父启贤，增生。朴庵，书三房，己亥十一月二十九日生，石首县人，甲子六十六名，会一百二十十二名，三甲一百三十五名，大理寺观政，戊寅二月授浙江餘姚知县，己卯卒。